# Tour du Pays basque 1929
Le Tour du Pays basque 1929 se tient du 7 au 11 août sur 4 étapes pour un total de 723 km.

## Généralités
- Maurice De Waele est le premier coureur à signer un doublé dans le Tour du Pays basque.

## Les étapes
| Étape     | Date    | Villes étapes                | Distance (km) | Vainqueur d'étape         | Leader du classement général |
| 1re étape | 7 août  | Bilbao - Vitoria             | 180           | Marcel Bidot France       | Marcel Bidot France          |
| 2e étape  | 8 août  | Vitoria - Pampelune          | 150           | André Leducq France       | Marcel Bidot France          |
| 3e étape  | 9 août  | Pampelune - Saint-Sébastien  | 216           | Maurice De Waele Belgique | Maurice De Waele Belgique    |
| 4e étape  | 11 août | Saint-Sébastien - Las Arenas | 177           | Nicolas Frantz Luxembourg | Maurice De Waele Belgique    |

## Classement
| \| 1er \| Maurice De Waele Belgique \| 24 h 27 min 55 s \| \| \| 2e \| Marcel Bidot France \| à 4 min 35 s \| \| \| 3e \| Nicolas Frantz Luxembourg \| à 7 min 16 s \| \| \| 4e \| André Leducq France \| à 17 min 14 s \| \| \| 5e \| Mariano Cañardo Espagne \| à 28 min 22 s \| \| \| 6e \| Julien Vervaecke Belgique \| à 29 min 11 s \| \| \| 7e \| Victor Fontan France \| à 36 min 53 s \| \| \| 8e \| Benoît Faure France \| à 44 min 18 s \| \| \| 9e \| Aime Deolet Belgique \| à 46 min 48 s \| \| \| 10e \| Salvador Cardona Espagne \| à 53 min 48 s \| \| 51 partants, 45 classés |                           |                  |  |
| 1er | Maurice De Waele Belgique | 24 h 27 min 55 s |  |
| 2e | Marcel Bidot France       | à 4 min 35 s     |  |
| 3e | Nicolas Frantz Luxembourg | à 7 min 16 s     |  |
| 4e | André Leducq France       | à 17 min 14 s    |  |
| 5e | Mariano Cañardo Espagne   | à 28 min 22 s    |  |
| 6e | Julien Vervaecke Belgique | à 29 min 11 s    |  |
| 7e | Victor Fontan France      | à 36 min 53 s    |  |
| 8e | Benoît Faure France       | à 44 min 18 s    |  |
| 9e | Aime Deolet Belgique      | à 46 min 48 s    |  |
| 10e | Salvador Cardona Espagne  | à 53 min 48 s    |  |